# Ransom Riggs
Ransom Riggs (nacido el 3 de febrero de 1979, Maryland) es un escritor estadounidense de novelas para niños, conocido mundialmente por haber sido el autor de la novela El hogar de Miss Peregrine para niños peculiares.

## Biografía

### Educación y vida tempranas
Riggs nació en Maryland en 1979 en una granja de 200 años, y creció en Florida, donde asistió a la Pine View School for the Gifted. Estudió literatura inglesa en Kenyon College, donde fue un buen amigo de John Green. Más tarde estudió cine en la Universidad del Sur de California.

### Carrera
Su trabajo en cortometrajes para Internet y blogs para Mental Floss le proporcionó un trabajo escribiendo The Sherlock Holmes Handbook qué fue lanzado como producto licenciado de la película de 2009 Sherlock Holmes.
Riggs había coleccionado fotografías vernáculas curiosas y propuso a su editorial, Quirk Books, utilizar varias de ellas en un álbum ilustrado. Por sugerencia de un editor, Riggs utilizó las fotografías como guía para crear una narración. El libro resultante fue El hogar de Miss Peregrine para niños peculiares, que estuvo en The New York Times Best Seller list, y fue adaptado en la película de 2016 del mismo nombre.
Otro libro inspirado en fotografías antiguas, Talking Pictures, fue publicado por HarperCollins en octubre de 2012.
La segunda novela de la serie Miss Peregrine, La ciudad desolada, salió a la venta en enero de 2014, y la tercera, La biblioteca de almas, la siguió en septiembre de 2015. Una colección de cuentos relacionados con la serie, Cuentos extraños para niños peculiares, salió en septiembre de 2016. La cuarta novela de la serie, El mapa de los días, salió en octubre de 2018, la quinta novela, The Conference of the Birds, salió en enero de 2020, y la sexta, The Desolations of Devil's Acre, el 23 de febrero de 2021.

### Vida personal
Riggs se casó con la escritora Tahereh Mafi en 2013. Vivieron en Santa Mónica, California,  y más tarde se trasladaron a Irvine, California.

## Obras

### Novelas juveniles
Serie Miss Peregrine:
1. El hogar de Miss Peregrine para niños peculiares (Miss Peregrine's Home for Peculiar Children) (2012)
2. La ciudad desolada (Hollow City) (2016)
3. La biblioteca de almas (Library of Souls) (2016)
4. El mapa de los días (A Map of Days) (2019)
5. La Conferencia de los Pájaros (The Conference of the Birds) (2021)
6. La profecía de los siete (The Desolations of Devil's Acre) (2021)

Independientes:
- Arcanum (2015)
- Cuentos extraños para niños peculiares (Tales of the Peculiar) (2016), colección de cuentos

### Cómics
Serie Miss Peregrine:
1. Miss Peregrine's Home for Peculiar Children: The Graphic Novel (2011), con Cassandra Jean
2. Hollow City: The Graphic Novel (2016), con Cassandra Jean

### No ficción
- The Sherlock Holmes Handbook: The Methods and Mysteries of the World's Greatest Detective (2009), guía
- Talking Pictures: Images and Messages Rescued from the Past (2012), fotografías

## Adaptaciones
- Miss Peregrine's Home for Peculiar Children (2016), película dirigida por Tim Burton, basada en la novela juvenil El hogar de Miss Peregrine para niños peculiares